# Микрометеорит
Микрометеорити или интерпланетарна прашина је назив за честице које су сувише мале (мање од 200 μm у пречнику, масе око 1 μg) да би дошло до аблације приликом њиховог уласка у атмосферу, тако да оне доспевају на површину Земље неизмењене.
Услед судара са молекулима горњих слојева атмосфере, микрометеорити губе енергију до нивоа при коме аблација није могућа, већ се полако спуштају на површину Земље. Прикупљају се на местима на којима нема контаминације прашином земаљског порекла: са дна океана, из антарктичког леда или помоћу авиона који лете на висинама између 18 и 22 km.
Микрометеорити су углавном кометског и астероидног порекла, а њиховим саставом доминирају силикати уз додатак угљеника, сулфида и метала.
Некада се називају и „Браунлијеве честице“, по Доналду Браунлију, америчком астроному и професору на Универзитету Вашингтон у Сијетлу који их је први систематски проучавао.